# رومن ستويانوف
رومن ستويانوف (بالبلغارية: Румен Стоянов)‏ هو لاعب كرة قدم بلغاري في مركز الدفاع، ولد في 13 ديسمبر 1976 في تارغوفيشته في بلغاريا. لعب مع ليفسكي صوفيا.

## وصلات خارجية
- رومن ستويانوف على موقع قاعدة بيانات كرة القدم.إي يو (الإنجليزية)